# Sigurd Mattsson
Kaarle Sigurd Mattsson (Helsinque, 19 de junho de 1892 – Helsinque, 1970) foi um agrônomo, governador e ministro finlandês. Ele cresceu em Tampere, onde se formou em agronomia e trabalhou como professor em alguns colégios.
No âmbito político, ocupou o cargo de governador da província de Häme por três décadas seguidas. Foi também ministro da agricultura durante os dois governos de Juho Sunila.
Mattsson presidiu inúmeras instituições de classes e foi agraciado com as ordens do Leão da Finlândia, da Rosa Branca e da Cruz da Liberdade.